# Saxofoonconcert (Gotkovsky)
Het Concerto pour Saxophone alto et grand orchestre d'harmonie is een compositie voor solo-altsaxofoon met harmonieorkest van de Franse componiste Ida Gotkovsky. Zij kreeg de opdracht voor het schrijven van dit concert van de Franse regering. Het is opgedragen aan de Franse altsaxofonist Marcel Mule.
Het werk is op cd opgenomen door het Groot Harmonieorkest van de Belgische Gidsen te Brussel met Jean Leclercq op altsax onder leiding van Norbert Nozy.